# Oracle Grid Engine
Sun Grid Engine是昇陽電腦所研發的自由軟件和開放原始碼軟件計算機集群軟件。

## 作業系統支援

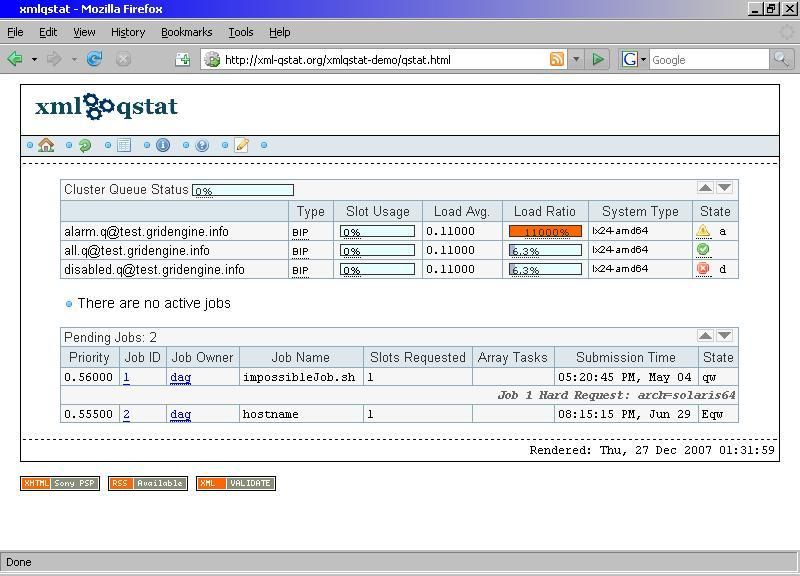
xml-qstat

Sun Grid Engine支援以下的操作系统：
- AIX
- BSD - FreeBSD，NetBSD，OpenBSD
- HP-UX
- IRIX
- Linux
- Mac OS X
- Solaris
- SUPER-UX
- Tru64
- Windows
- IBM 大型計算機 (zLinux)

## 開源與商業版本
在Grid Engine 6.0之後，商業版本與開源版本沒有功能上的差別。
然而，Grid Engine 6.2 商業版本附加額外的外掛軟件，如SGE Inspect、Grid Engine-Hadoop整合；不過這些額外的軟件也是開源的，但使用者需要由源代碼自行編譯。

## 用戶

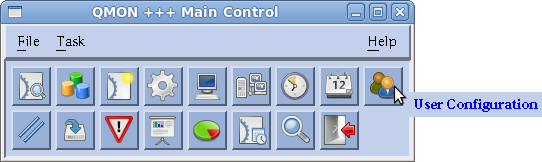
Grid Scheduler 的 qmon

- 日本的 TSUBAME 超級計算機 - TSUBAME 曾是亞洲最強大的超級計算機 [3]
- 美國德州大學的 Ranger 超級計算機 - Ranger 有 3,936 個節點，每節點有 16 個 Opteron 微處理器核心